# Індикатриса Дюпена
Індикатриса Дюпена або індикатриса кривини — плоска крива на дотичній площині до поверхні, яка дає наочне уявлення про викривлення поверхні в даній її точці. Індикатриса Дюпена названа на честь французького математика Шарля Дюпена, що вперше застосував її до дослідження поверхонь у 1813 році.

## Означення і властивості
Індикатриса Дюпена лежить у площині, дотичній до поверхні {\displaystyle S} в точці {\displaystyle p}, і є сукупністю кінців відрізків, відкладених від точки {\displaystyle p} в напрямку {\displaystyle u} в дотичній площині, що мають довжину, рівну {\displaystyle 1/{\sqrt {\kappa _{u}}}}, де {\displaystyle \kappa _{u}} — абсолютна величина нормальної кривини поверхні {\displaystyle S} в точці {\displaystyle p} в напрямку {\displaystyle u}. 
Рівняння індикатриси Дюпена має вигляд
{\displaystyle II_{p}(v)=(d_{p}Nv,v)=\pm 1,}
де {\displaystyle v} — вектор дотичної площини,  {\displaystyle II_{p}} — друга фундаментальна форма поверхні {\displaystyle S}, в точці {\displaystyle p,} а {\displaystyle d_{p}N} — відображення Вейнгартена.
Позначивши {\displaystyle e_{1},e_{2}} — головні напрямки кривини, тобто власні вектори відображення Вейнгартена (вони є ортогональними і утворюють базис дотичної площини), якщо {\displaystyle v=\eta e_{1}+\theta e_{2}} рівняння індикатриси можна записати як:
{\displaystyle II_{p}(v)=k_{1}\eta ^{2}+k_{2}\theta ^{2}=\pm 1,}
тобто індикатриса Дюпена є об'єднанням конік.
Індикатриса Дюпена є граничним випадком перетину поверхні із площинами паралельними дотичній площині у точці, що наближаються до даної площини при певній нормалізації. А саме введемо систему координат початок якої є у даній точці і x, y відкладено по головних напрямках дотичної площини, а z у напрямку додатної нормалі до точки. Тоді в деякому околі точки поверхня задається як {\displaystyle z=h(x,y)} для деякої диференційовної функції h. Із формули Тейлора і властивостей головних кривин для такої системи координат можна отримати, що {\displaystyle h(x,y)={\frac {1}{2}}(k_{1}x^{2}+k_{2}y^{2})+R,} де {\displaystyle \lim _{(x,y)\to (0,0)}{\frac {R}{x^{2}+y^{2}}}=0.}
Розглянувши перетин поверхні у таких координатах із площиною {\displaystyle z=\varepsilon } для достатньо малого {\displaystyle \varepsilon } отримаємо рівняння кривої {\displaystyle k_{1}x^{2}+k_{2}y^{2}+2R=2\varepsilon .} Використавши заміну змінних {\displaystyle x={\bar {x}}{\sqrt {2\varepsilon }},\;y={\bar {y}}{\sqrt {2\varepsilon }}} це рівняння перепишеться {\displaystyle k_{1}{\bar {x}}^{2}+k_{2}{\bar {y}}^{2}+2{\bar {R}}=1,} до того ж {\displaystyle {\bar {R}}} прямуватиме до нуля при прямуванні {\displaystyle \varepsilon } до нуля тобто крива у відповідних координатах наближатиметься до індикатриси Дюпена.

## Вигляд індикатриси для різних типів точок
Вигляд індикатриси Дюпена залежить від типу точки. Також вона дозволяє визначити асимптотичні напрямки у точці поверхні і спряжені напрямки (тобто напрямки задані векторами {\displaystyle v_{1},v_{2}} для яких {\displaystyle (d_{p}Nv_{1},v_{2})=(v_{1},d_{p}Nv_{2})=0)}:
- Якщо {\displaystyle p} — еліптична точка поверхні, тобто гаусова кривина є додатною то головні кривини мають однаковий знак і індикатриса Дюпена є еліпсом, напрямок головної і малої осі якого задаються головними напрямками в точці поверхні.

Зокрема якщо {\displaystyle p} є непланарною точкою округлення то індикатриса Дюпена є колом.
Для довільної точки індикатриси Дюпена напрямок визначений вектором від початку координат до даної точки є спряжений до напрямку заданому дотичною прямою до індикатриси у цій точці. Усі спряжені пари напрямків можна одержати у такий спосіб.
- Якщо {\displaystyle p} — гіперболічна точка поверхні, тобто гаусова кривина є від'ємною, то індикатриса Дюпена є парою пов'язаних гіпербол із спільною парою асимптотичних ліній. Ці лінії задають асимптотичні напрямки у точці поверхні.

Для довільної точки індикатриси Дюпена напрямок визначений вектором від початку координат до даної точки є спряжений до напрямку заданому дотичною прямою до індикатриси у цій точці. Усі спряжені пари напрямків можна одержати у такий спосіб за винятком двох асимптотичних напрямків, кожен із яких є спряженим сам із собою.
- Якщо {\displaystyle p} — параболічна точка поверхні, тобто гаусова кривина дорівнює нулю, але середня кривина не дорівнює нулю, то індикатриса Дюпена є парою паралельних прямих, спільний напрямок яких є асимптотичним напрямком у точці поверхні.